# ニュートン郡 (インディアナ州)
ニュートン郡（英: Newton County）は、アメリカ合衆国インディアナ州の北西部に位置する郡である。2010年国勢調査での人口は14,244人であり、2000年の14,566人から2.2％減少した。郡庁所在地はケントランド町（人口1,748人）であり、同郡で人口最大の町でもある。
ニュートン郡は10の郡区に分かれ、それぞれ地方サービスを行っている。

## 歴史
最初にニュートン郡が設立されたのは1935年2月7日のことであり、一辺が30マイル (48 km) ほどのほぼ正方形をしていた。現在の郡の北半分とジャスパー郡の北半分およびさらに北の大きな領域を包含していた。北の領域は1836年2月1日にカンカキー川までに削られ、それより北はレイク郡とポーター郡になった。ニュートン郡は1839年に一旦廃止されジャスパー郡に併合された。1859年12月8日、ニュートン郡が再度設立され、基本的に現在の領域になった。
郡名はアメリカ独立戦争でフランシス・マリオン将軍の下に仕えたジョン・ニュートン軍曹に因んで名付けられた。隣のジャスパー郡も同じような経歴のウィリアム・ジャスパー軍曹に因んで名付けられていた。他にもジョージア州、ミシシッピ州、ミズーリ州、テキサス州にジャスパー郡とニュートン郡があり、この2人は一組で記憶されている。
ニュートン郡は州内で最後にできた郡となった。

## 地理
アメリカ合衆国国勢調査局に拠れば、郡域全面積は403.44平方マイル (1,044.9 km2)であり、このうち陸地401.76平方マイル (1,040.6 km2)、水域は1.68平方マイル (4.4 km2)で水域率は0.42％である。
ニュートン郡にはケントランド町とグッドランド町の間にケントランド・クレーターがあり、隕石の衝突痕と考えられている。
ウィロウ・スロー魚類野生生物保護地域にはJ・C・マーフィー湖がある。

### 主要高規格道路
| - 州間高速道路65号線 - アメリカ国道24号線 - アメリカ国道41号線 - アメリカ国道52号線 - インディアナ州道10号線 | - インディアナ州道14号線 - インディアナ州道16号線 - インディアナ州道55号線 - インディアナ州道71号線 - インディアナ州道114号線 |

### 鉄道
- CSXトランスポーテーション
- トレド・ピオリア・アンド・ウェスタン鉄道

### 隣接する郡
- レイク郡 - 北
- ジャスパー郡 - 東
- ベントン郡 - 南
- イロコイ郡 (イリノイ州) - 西
- カンカキー郡 (イリノイ州) - 北西

## 気候と気象
近年、郡庁所在地であるケントランド町の平均気温は1月の14°F (-10 ℃) から7月の85°F (29 ℃) まで変化している。過去最低気温は1985年1月に記録された-25°F (-32 ℃) であり、過去最高気温は1988年6月に記録された104°F (40 ℃) である。月間降水量は2月の1.60インチ (41 mm) から6月の4.51インチ (115 mm) まで変化している。

## 郡政府
郡政府は憲法による政体であり、インディアナ州憲法とインディアナ州法典によって特別の権力を認められている。

### 郡政委員会
郡政委員会は郡政府の立法府であり、郡の歳出や歳入を管理している。委員は郡内の選挙区から選出され、任期は4年間である。給与、年間予算、特別支出を設定する責任がある。郡レベルで所得税や資産税、消費税、サービス税を課する限定付き権限があるが、所得税と資産税は州の承認を要する。

### 行政委員会
行政委員会は郡政府の行政府である。委員は郡全体を選挙区に選出され、任期は4年間で2年毎に半数が改選される。委員の一人、通常は最も経験のある者が議長になる。行政委員会は郡政委員会が決めた法を実行し、税金を集め、郡政府の日々の機能を管理する責任がある。

### 郡裁判所
郡は幾らかの民事訴訟を扱うことのできる小規模裁判所を維持している。判事は4年間任期で選出され、インディアナ州法廷弁護士協会の会員でなければならない。判事を補助するのがコンスタブルと呼ばれる法執行官であり、やはり4年間任期で選出される。特定の事件における判決に対しては、州レベルの巡回裁判所に控訴できる。

### 郡政府役人
上記以外に、保安官、検視官、監査官、財務官、登記官、測量師および巡回裁判所事務官が選挙で選ばれている。任期は4年間であり、郡政府の異なる部門を監督している。郡政府に選ばれる役人は支持政党を公にすることが求められ、また郡の住人でなければならない。
各郡区には消防と救急サービスを管理し、生活保護と墓地の管理などを行う委託者がいる。これを3人の委員からなる郡区委員会が補助する。委託者と郡区委員は4年間任期で選出される。
ニュートン郡はアメリカ合衆国下院議員インディアナ州第1選挙区に属し、2008年時点では民主党議員を選出している。インディアナ州議会上院では第6選挙区に属しており、下院では第15および第19選挙区に属している。

## 人口動態
以下は2000年の国勢調査による人口統計データである。
| 基礎データ - 人口: 14,566人 - 世帯数: 5,340 世帯 - 家族数: 3,999 家族 - 人口密度: 14人/km2（36人/mi2） - 住居数: 5,726軒 - 住居密度: 6軒/km2（14軒/mi2） 人種別人口構成 - 白人: 97.33% - アフリカン・アメリカン: 0.17% - ネイティブ・アメリカン: 0.31% - アジア人: 0.22% - 太平洋諸島系: 0.08% - その他の人種: 1.14% - 混血: 0.76% - ヒスパニック・ラテン系: 2.90% 先祖による構成 - ドイツ系：22.6％ - アメリカ人：14.3％ - アイルランド系：11.8％ - イギリス系：10.0％ - ポーランド系：7.7％ | 年齢別人口構成 - 18歳未満: 26.4% - 18-24歳: 7.9% - 25-44歳: 28.5% - 45-64歳: 24.4% - 65歳以上: 12.8% - 年齢の中央値: 37歳 - 性比（女性100人あたり男性の人口） - 総人口: 98.8 - 18歳以上: 96.6 世帯と家族（対世帯数） - 18歳未満の子供がいる: 34.2% - 結婚・同居している夫婦: 63.1% - 未婚・離婚・死別女性が世帯主: 7.8% - 非家族世帯: 25.1% - 単身世帯: 20.9% - 65歳以上の老人1人暮らし: 9.4% - 平均構成人数 - 世帯: 2.69人 - 家族: 3.12人 収入と家計 - 収入の中央値 - 世帯: 40,944米ドル - 家族: 46,741米ドル - 性別 - 男性: 36,152米ドル - 女性: 20,780米ドル - 人口1人あたり収入: 17,755米ドル - 貧困線以下 - 対人口: 6.9% - 対家族数: 4.8% - 18歳未満: 6.2% - 65歳以上: 10.3% |

ニュートン郡は下記10の郡区に分割されている。
| - ビーバー - コルファクス - グラント - イロコイ | - ジャクソン - ジェファーソン - レイク | - リンカーン - マクレラン - ワシントン |

## 都市と町
- ブルック
- グッドランド
- ケントランド - 郡庁所在地
- モロッコ
- マウントエア

### 未編入の町
- レイクビレッジ
- ローズローン
- コンラッド（廃村）[16]

## 教育
ニュートン郡の公立学校はノース・ニュートン学校法人とサウス・ニュートン学校法人が管轄している。
高校と中学校
- ノース・ニュートン中・高校[17]
- サウス・ニュートン高校[18]
- サウス・ニュートン中学校[19]